# Kobalt Label Services
Kobalt Music Recordings es parte de la compañía Kobalt Music Group. KMR es un sello discográfico que representa artistas a cambio de un porcentaje de sus ingresos, permitiéndoles  conservar los derechos de autor de sus obras. La compañía fue fundada en 2012 cuando Kobalt adquirió al distribuidor digital AWAL. Dentro de los artistas que trabajan con ellos se encuentran Chip, Nick Cave & The Bad Seeds, Prince, New Kids on the Block, Pet Shop Boys, Maya Jane Coles, y Travis.

## Artistas
- Band of Horses
- Band of Skulls
- Best Coast
- The Birds of Satan
- Blonde Redhead
- Boy George
- Chip
- Maya Jane Coles
- Culture Club
- The Darkness
- De La Soul
- Die Antwoord
- Dispatch
- Markus Feehily
- Neil Finn
- Sean Forbes
- Frank Carter & The Rattlesnakes
- David Gray
- The Growlers
- Eric Hutchinson[10]
- Billy Idol
- Karen O
- Kele
- Lenny Kravitz
- Lifehouse
- Little Boots
- Courtney Love
- Laura Marling
- Richard Marx
- Massive Attack
- Martina McBride
- Brian McKnight
- Mint Condition
- New Kids on the Block
- Nick Cave and the Bad Seeds
- Noel Gallagher's High Flying Birds
- Pet Shop Boys
- Peter Bjorn and John
- Placebo
- Prince
- Duncan Sheik
- Steel Panther
- Dave Stewart
- Joss Stone
- Travis
- VÉRITÉ
- The Voidz
- Von Grey
- The Waterboys
- Wildlife Control
- Dan Wilson

## Sellos discográficos
- Cash Motto
- Cherry Forever Records
- Chrysalis Records[11]
- Cult Records
- Different Man Music
- Marathon Artists
- Mau5trap[12]
- Red Telephone Box
- Sour Mash Records
- Very Me Records
- Woah Dad!
- x2